# Непроволочные резисторы
Непроволочные резисторы — резисторы, использующие в своей работе не свойства тонкой металлической проволоки, а других электротехнических материалов: тонких проводящих плёнок, механических смесей порошкообразного проводника со связующим диэлектриком и т. д.
По типу конструкции они разделяются на:
- тонкослойные
  - Металлы, сплавы, нитриды, окислы, металлодиэлектрики
  - Углеродистые и боруглеродистые плёнки
- Композиционные
  - Пленочные с неорганическим диэлектриком
  - Объёмные
  - Пленочные с органическим диэлектриком

По назначению они разделяются на:
- резисторы общего назначения,
- повышенной стабильности,
- высокочастотные,
- высокочастотные с принудительным охлаждением,
- высоковольтные,
- высокомегаомные,
- для микросхем.